# خانه محمد باقر علوی
خانه محمد باقر علوی مربوط به دوره پهلوی است و در شهرستان دماوند، روستای مرانک واقع شده و این اثر در تاریخ ۱۴ مرداد ۱۳۸۲ با شمارهٔ ثبت ۹۴۸۱ به‌عنوان یکی از آثار ملی ایران به ثبت رسیده است.